# Kathi Lynn Austin
Kathi Lynn Austin (1960, Virgínia) és una experta en tràfic d'armes, pau i seguretat i drets humans. Ha investigat el comerç il·legal d'armes, les operacions de tràfic il·lícit, l'explotació il·legal de recursos i el terrorisme durant més de 20 anys, i ha documentat conflictes a Àfrica, Amèrica Llatina, Europa oriental i central i Àsia del Sud.
És la fundadora i directora executiva del Conflict Awareness Project, una organització internacional no governamental que investiga i porta davant la justícia els principals traficants d'armes, xarxes d'aprofitament bèl·lic i organitzacions criminals transnacionals que alimenten el conflicte. El 2011, va ser nomenada Persona de l'Any per l'Associació de Control d'Armes després d'haver obtingut el nombre més gran de vots en una enquesta en línia.
Austin va exercir com a membre del Grup d'Experts de les Nacions Unides sobre la República Democràtica del Congo (RDC) i Libèria, així com com a cap del Centre d'anàlisi de missions conjuntes per a les missions de manteniment de la pau de les Nacions Unides a Timor-Leste i Burundi.
El 1997, Austin va dirigir Forsaken Cries: The Story of Rwanda per a Amnistia Internacional. El curtmetratge documental examinava el genocidi ruandès. El 13 de novembre de 2000, Austin va parlar amb el National Press Club sobre el comerç il·legal d'armes i les milícies de Kenya citant proves que va reunir durant una investigació de tres mesos. El 21 d'abril de 2004, va ser nomenada per Kofi Annan per formar part d'un grup de quatre membres encarregat de supervisar el compliment de la República Democràtica del Congo amb la Resolució 1533 (2004) del Consell de Seguretat, aprovada el 12 de març de 2004.
Austin és investigador visitant al Centre de Drets Humans de la Universitat de Califòrnia, Berkeley, antic director del Programa d'Armes i Conflictes del Fons per a la Pau i membre del Consell de Relacions Exteriors.
L'any 2008, Ban Ki-moon va escriure en un article d'opinions del New York Times que Austin "ha passat gran part de l'última dècada rastrejant els contrabandistes il·legals d'armes que operen a la RDC i altres zones de conflicte a tot Àfrica. En part com a resultat dels seus obstinats esforços, el suposat líder d'una de les xarxes de tràfic més grans del món, Viktor Bout, va ser detingut recentment per càrrecs de terrorisme a Tailàndia".

## Defensa contra la caça del rinoceront
A partir del 2014, després d'haver estat contactat per grups de conservació, Austin es va dedicar a investigar el comerç de banyes de rinoceront, utilitzant les tàctiques que havia utilitzat contra els traficants d'armes per rastrejar les armes de foc utilitzades per caçar furtius de rinoceront. La seva opinió és que prevenir l'enviament transfronterer d'armes de caça és més pràctic i més probable que tingui èxit per trobar-se amb caçadors furtius a la natura.

## Pel·lícula
El 2007 es va informar que Angelina Jolie interpretaria Austin en una pel·lícula de Paramount Pictures. Es deia que l'antagonista del seu personatge es basava en el traficant d'armes Victor Bout.